# Gnotus rugipectus
Gnotus rugipectus là một loài tò vò trong họ Ichneumonidae.